# Just Kwaou-Mathey
Just Kwaou-Mathey, född 4 december 1999, är en fransk friidrottare som tävlar i häcklöpning.

## Karriär
Vid inomhusvärldsmästerskapen i friidrott 2024 tog Kwaou-Mathey brons på 60 meter häck. Vid europamästerskapen i friidrott 2022 tog han brons på 110 meter häck.